# 卡拉巴季涅
46°50′42″N 31°30′18″E / 46.84500°N 31.50500°E
卡拉巴季涅（烏克蘭語：Калабатине），是烏克蘭南部的村莊，隸屬尼古拉耶夫州的尼古拉耶夫區。該村始建於1934年，面積32.3平方公里，海拔高度26米，2001年人口204，人口密度每平方公里6.3人。